# 天主教斯德哥爾摩教區
天主教斯德哥爾摩教區（拉丁語：Dioecesis Holmiensis）是羅馬天主教的一個教區，包括瑞典全國。
座堂位於首都斯德哥爾摩的聖埃里克主教座堂。教區為斯堪地那維亞主教團成員。
2010年，有141,306名教友，估轄區總人口1.5%。有43個堂區、156名司鐸、20名終身執事、94名修士、182名修女。現任主教為安德斯·阿爾博雷柳斯準樞機。
天主教在宗教改革期間被廢除，直至1783年自建立代牧區，1953年升為教區。